# Schizolaena cavacoana
Schizolaena cavacoana är en tvåhjärtbladig växtart som beskrevs av Lowry, G. E. Schatz, J.-f. Leroy och A.-e. Wolf. Schizolaena cavacoana ingår i släktet Schizolaena och familjen Sarcolaenaceae. Inga underarter finns listade i Catalogue of Life.